# Calypsophontodes macropodia
Calypsophontodes macropodia is een eenoogkreeftjessoort uit de familie van de Ancorabolidae. De wetenschappelijke naam van de soort is voor het eerst geldig gepubliceerd in 1986 door Gee & Fleeger.